# 頸部血管超音波検査
頸部血管超音波検査（けいぶけっかんちょうおんぱけんさ）とは、頸動脈に対して行う超音波検査のことである。糖尿病、高血圧症、肥満、脂質異常症や脳血管障害、虚血性心疾患、閉塞性動脈硬化症などの診断において重要な検査であり、これらの相対的危険度を評価できる。甲状腺や唾液腺、副甲状腺を観察するのは頸部超音波検査である。

## 頸動脈の解剖
内頸動脈と外頸動脈の鑑別
ヒトの内頸動脈と外頸動脈は、多くの個体で左右に分枝する。短軸像で見ると内頸動脈は外頸動脈より首の外側に分岐することが多く、血管径も太く、分枝を出さない。

## 頸動脈の評価

### 内中膜厚（IMT）
外膜と血管内腔との間に層状にみえる部分が内中膜複合体であり、この厚みをIMTという。IMTは早期の粥腫硬化の指標と考えられている。高周波のリニアプローベの分解能は0.1mm程度である。深度設定を3cmほどにすると1ピクセルが0.1mm程度になる。

### プラーク
プラークとは1.1mm以上の厚みを持つ部分を意味することが多い。これは健常者のIMTを計測すると加齢とともに肥厚するが1.0mmを超えることはなかったというデータから定義された。プラークの評価としてはプラークの大きさと数が考えられる。これを定量化したものがプラークスコアである。また性状診断としてエコー輝度、表面性状、均一性、可動性の評価を行うことができる。
プラークスコア
プラークの大きさと数を同時に定量化したものがプラークスコアである。左右の頸動脈を4分割しその中にあるプラークの高さの総和として定義される。プラークスコアが高いほど脳梗塞のリスクファクターとなり、冠動脈硬化とも関連している。
エコー輝度
エコー輝度は低輝度、等輝度、高輝度に分けられる。低輝度は血液、等輝度は筋肉や内中膜、高輝度は骨に近い輝度である。低輝度は病理組織との対比で粥腫や血腫、等輝度は線維組織、高輝度は石灰化病変と一致すると考えられている。なお、低輝度プラークは脆弱で脳梗塞のリスクが高いと考えられる。
表面性状
2mm以上の陥凹は潰瘍と定義される。潰瘍は脳梗塞のリスクとなる。表面が平滑な状態と潰瘍の間の状態を不整という。表面が不整なプラークも脳梗塞のリスクとなる。
均一性
エコー輝度が2種類以上ある場合を不均一という。不均一プラークは均一プラークよりも症候性の病変であることが多い。
可動性
プラークに可動性を持った血栓が付着している場合がある。この血栓がはがれる恐れがあるため、脳梗塞のリスクは高い。

### 狭窄率
面積狭窄率（area法）ECST法、NASCET法の3つが知られている。狭窄率はarea法、ECST法、NASCET法の順に小さくなる傾向がある。TOAST分類による脳梗塞の病型診断をする際に重要である。日本人では頸動脈分支部が高い位置にあり、内頸動脈遠位部が見えにくい症例が多い。

### 血流速度
血流速度で求めるのは収縮期最高血流速度(PSV)、拡張末期血流速度(EDV)、平均血流速度(TAMV)、pulsatility index(PI)である。日本人ではPSVが200cm/secを超えるとNASCETで70%以上の狭窄が存在するとされている。また150cm/secを超えるとNASCET法で50%以上の狭窄が存在するとされている。血流速度の左右差について臨床的に意義があるのは総頸動脈と椎骨動脈のみである。内頸動脈の血流速度はばらつきが大きく、左右差の病的意義は乏しい。総頸動脈の拡張末期血流速度(EDV)の左右比であるED ratioを計測し1.4以上の場合は一側の内頸動脈閉塞を疑う。

## 椎骨動脈の評価
血流の有無、血流速度、血流速度の左右差、血管径の左右差からいくつかの病変診断が可能である。正常、起始部閉塞、PICA前閉塞、PICA後閉塞、PICA endの診断ができる。また椎骨動脈に血流の逆流が見える場合は鎖骨下動脈盗血現象が疑われる。PICA endとは一側の椎骨動脈の低形成によりPICAに分枝した後に脳底動脈につながらないことであり病的なものではない。

## その他の評価
大動脈炎症候群（高安病）
びまん性に肥厚した総頸動脈のIMTがみられる。分枝部以降には病変が及ばない。
動脈解離
フラップが認められる。